# Karl Ernst Möckel
Karl Ernst Möckel (ur. 9 stycznia 1901 w Klingenthal, zm. 24 stycznia 1948 w Krakowie) – zbrodniarz hitlerowski, kierownik administracji obozu koncentracyjnego Auschwitz-Birkenau oraz SS-Obersturmbannführer.

## Życiorys
Z zawodu był księgowym (miał wykształcenie średnie). Do NSDAP wstąpił w 1935 roku, a do SS należał już od 1926. Za swoją działalność w SS został odznaczony pierścieniem oraz szpadą. W latach 1933–1941 Möckel pracował w głównych urzędach SS, w tym w WVHA. W 1941 przeszedł do Waffen-SS i pełnił służbę w batalionie zapasowym, skąd na wiosnę 1943 przybył do Auschwitz.
W Oświęcimiu pełnił służbę do stycznia 1945, czyli ewakuacji obozu. Möckel sprawował w Auschwitz funkcję kierownika administracji obozu, a do jego kompetencji należały sprawy: wyżywienia, utrzymania wszystkich budynków obozowych (w tym krematoriów i komór gazowych), odzieży, zarządzanie mieniem więźniów oraz mieniem ofiar przywożonych w celu eksterminacji do Birkenau. Wprawdzie Möckel nie maltretował osobiście więźniów, ale odpowiadał za zaopatrzenie komór gazowych w Cyklon B i dbał o utrzymanie krematoriów, więc pośrednio uczestniczył w akcji masowej eksterminacji Żydów. Jako kierownik obozowej administracji ponosi także częściową odpowiedzialność za nieludzkie warunki życia w Oświęcimiu. Poza tym zajmował się eksploatacją niewolniczej pracy więźniów. Według relacji Rudolfa Hössa regularnie nadużywał alkoholu.
Za swoje zbrodnie Möckel został skazany 22 grudnia 1947 na karę śmierci w pierwszym procesie oświęcimskim, który toczył się przed Najwyższym Trybunałem Narodowym w Krakowie. Początkowo nie przyznawał się do winy jednak w obliczu świadków oraz zebranych dowodów tłumaczył się podległością służbową oraz „koniecznością wykonywania rozkazów”. Wyrok wykonano przez powieszenie w krakowskim więzieniu Montelupich.